# 玉川善治
玉川 善治（たまがわ よしはる、1946年12月16日 - 2010年6月11日）は芸能プロモーター、作詞家。お笑い芸人専門の芸能事務所『プロダクション人力舎』の設立者で前代表取締役社長。

## 来歴
青森県三戸郡南部町（旧名川町）の農家に生まれる。中学を卒業後、集団就職で1961年4月に上京。自動車部品を作る会社で3年ほど勤めた後に、バーテンダーや看板描きなど職を転々とする。ベッドの訪問販売をしていた19歳のときに、セールスマン仲間の顧客に芸能事務所の社長がおり、芸能人のマネージャーをやらないかと誘われ、業界に入る。1977年、プロダクション人力舎を設立。
2010年6月11日、くも膜下出血の為、東京都中野区の自宅で死去。

## 人物
プロダクション人力舎所属のお笑い芸人11組で構成されるユニット「ビジトジ」は玉川が作詞家としてデビューするために、組まれたユニットである。
人情に厚く温厚な人物で、B21スペシャル時代のヒロミが独立したいと相談すると二つ返事で許し、竹中直人が役者をやりたいと相談した時には、“じゃあ、うちじゃない方がいい”と他の事務所に移籍を勧めるなど、タレントのことを親身に考えていた。

## 作品

### 作詞
- ビジトジ
  - 『夢の道』